# 潘納瑪麗亞 (德克薩斯州)
潘納瑪麗亞（英語：Panna Maria；波蘭語之意為聖母瑪利亞）是位於美國德克薩斯州卡恩斯郡的一個小型非建制地區。它是美國歷史最悠久的波蘭人定居點。

## 歷史
1852年，方濟各會傳教士利奧波德·莫奇根巴神父開始招募上西利西亞人移民美國，1854年12月初，這批移民抵達德克薩斯州印第安諾拉，由於缺乏將他們運往內陸的馬車，移民們步行前往聖安東尼奧附近的土地，並於1854年聖誕節前夕在該鎮定居。
潘納瑪麗亞歷史地區已被列入國家史蹟名錄。